# Odo Shakiso
Odo Shakiso är ett distrikt i Etiopien. Det ligger i den södra delen av landet, 400 km söder om huvudstaden Addis Abeba. Antalet invånare är 206 372.